# Julbernardia
Julbernardia är ett släkte av ärtväxter. Julbernardia ingår i familjen ärtväxter.
Släktet bildas av träd som ofta är städsegröna och de saknar taggar eller liknande utskott. Bladen förekommer parvis på kvisten. Arternas utbredningsområde ligger i Afrika söder om Sahelzonen och norr om Sydafrika.
Arter enligt Catalogue of Life och The Plant List:
- Julbernardia baumii
- Julbernardia brieyi
- Julbernardia globiflora
- Julbernardia gossweileri
- Julbernardia hochreutineri
- Julbernardia letouzeyi
- Julbernardia magnistipulata
- Julbernardia paniculata
- Julbernardia pellegriniana
- Julbernardia seretii
- Julbernardia unijugata

Ytterligare 6 arter blev beskrivna men de godkänns inte.

## Bildgalleri

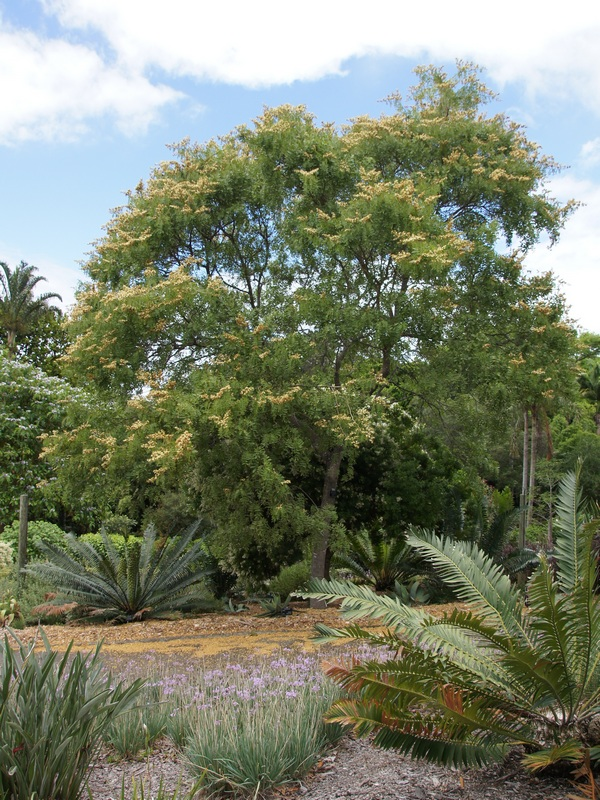
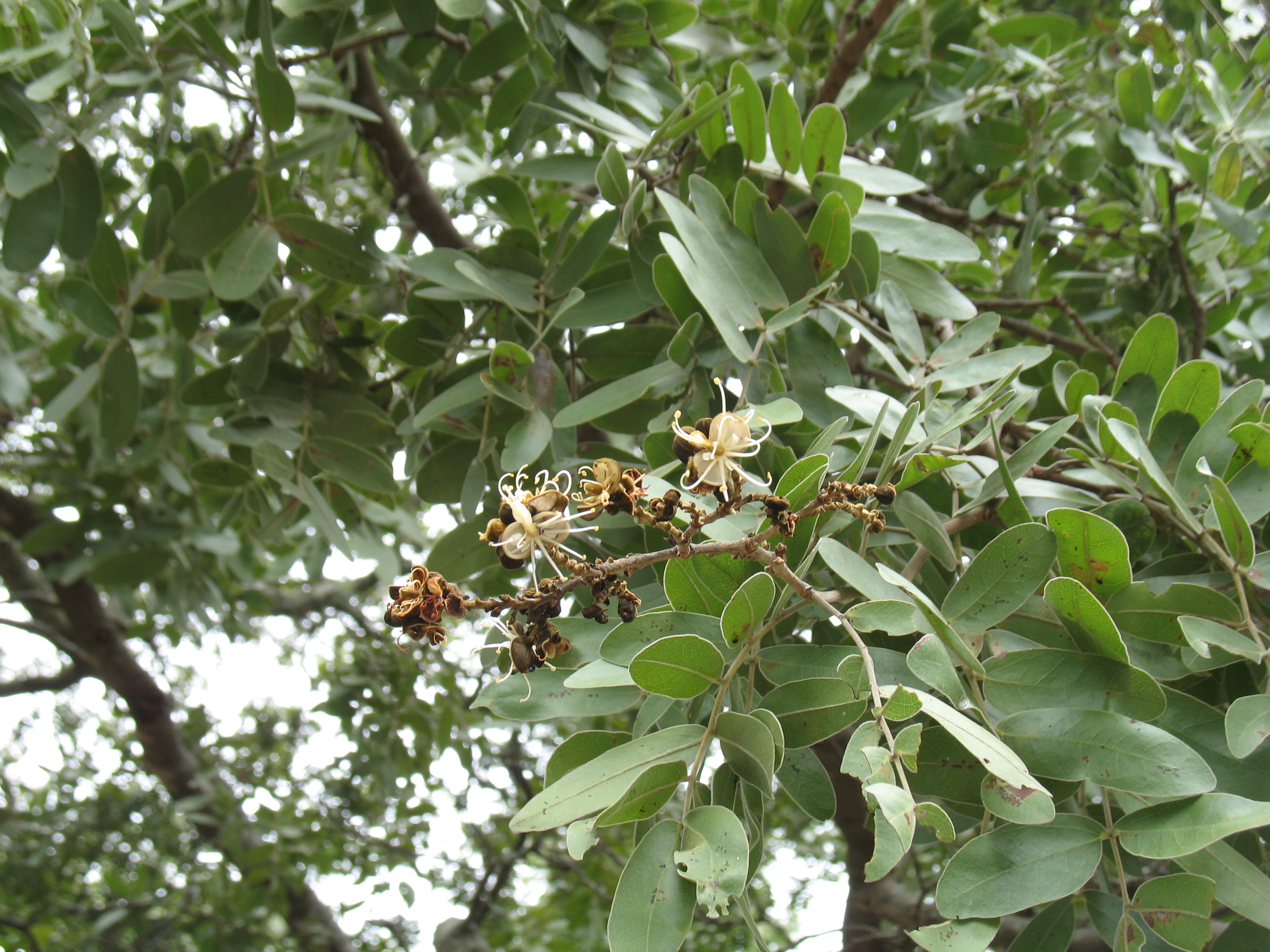
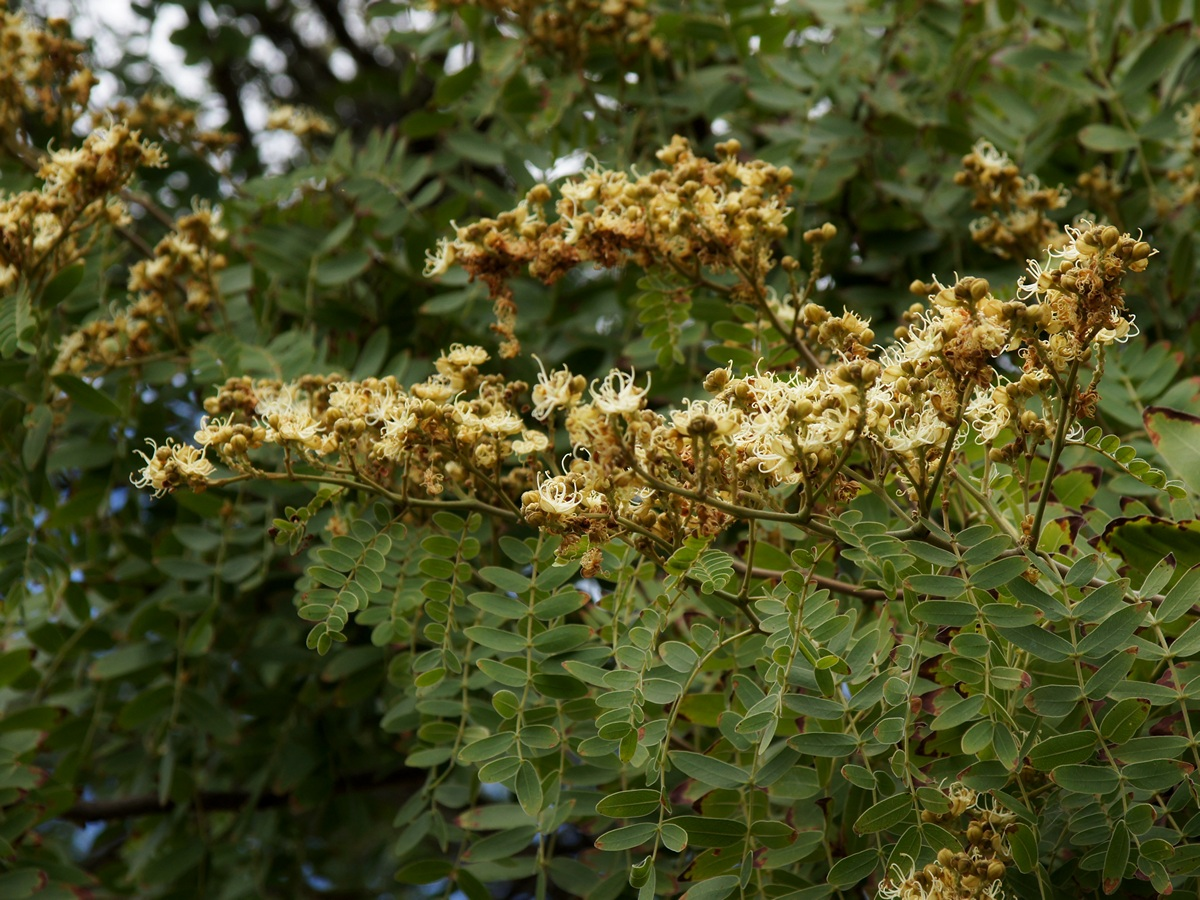